# Сирень широколистная
Сире́нь широколи́стная (лат. Syringa oblata) — кустарник или деревцо, вид рода Сирень (Syringa) семейства Маслиновые (Oleaceae).

## Ботаническое описание
Кустарник или деревцо высотой 2—3 м. Крона шаровидной формы, раскидистая. Ветви прямостоячие, крепкие, гладкие. Однолетние побеги голые, цилиндрической формы, жёлто-серого или красновато-серого цвета, с мелкими чечевичками. Молодые побеги вначале редко опушенные, затем становятся голыми и приобретают красновато-зелёный окрас. Почки заострённые, голые.

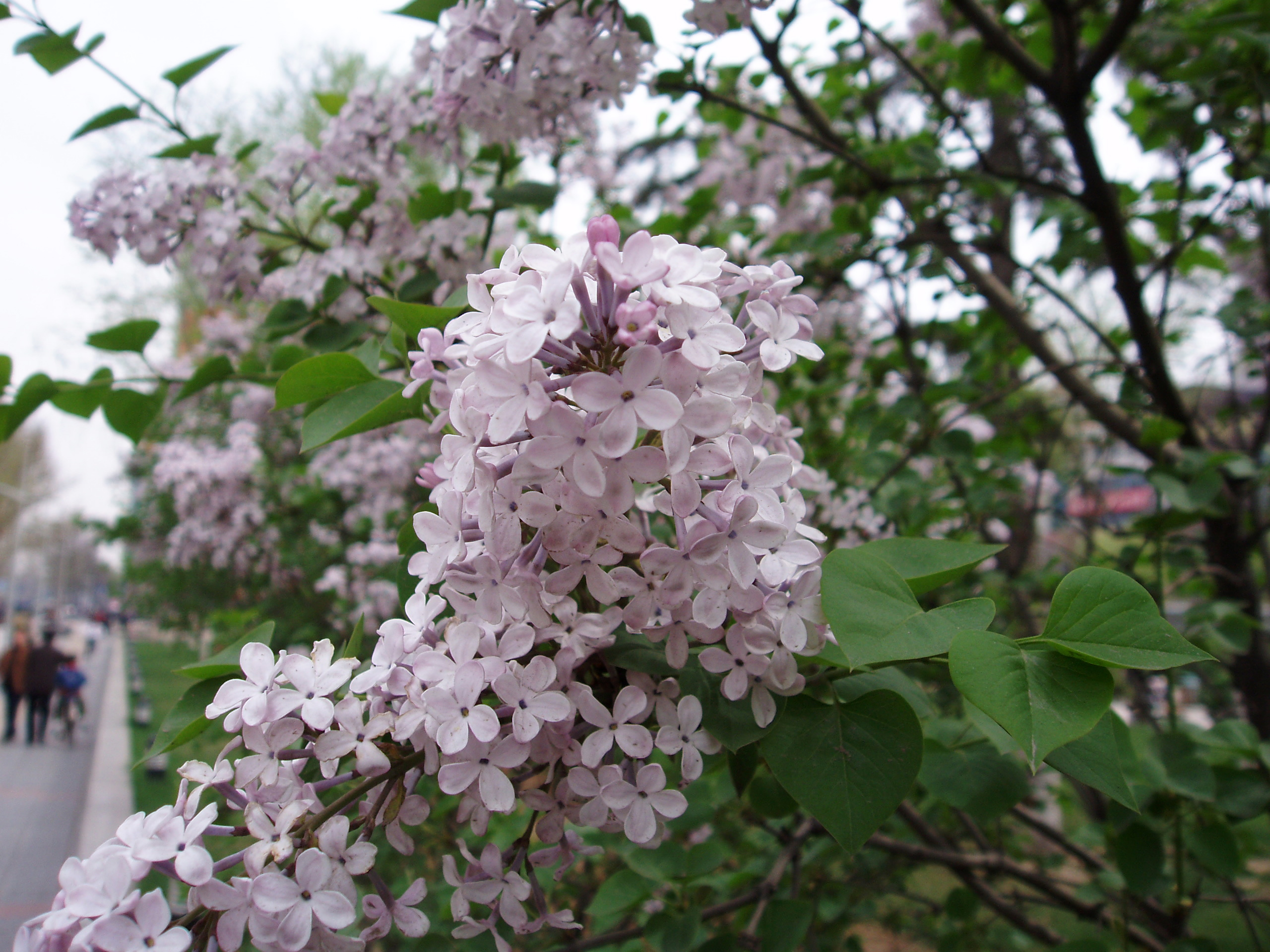
Цветок крупным планом

Листья длиной 6—8 (10) см и шириной 5—7 см, округло-сердцевидной или округло-яйцевидной формы, резко суживающиеся на верхушке, остриё короткое и несколько скошенное; основание листа сердцевидное, срезанное или широко клиновидное; молодые листья бронзоватые, позднее приобретают глянцево-зелёный цвет с обеих сторон, снизу несколько светлее, осенью красные, голые.
Соцветие узко-яйцевидной или конической формы, длиной 6—12 см и шириной 4—5 см, выходят из одной, иногда двух-трёх пар боковых верхних почек. Ось соцветие, чашечка и цветоножка с тонким железистым опушением. Бутоны карминно-розовые. Чашечка длиной до 2 мм, колокольчатая, слегка железистая. Трубка венчика цилиндрической формы, длиной 10—15 мм и диаметром 0,8—1,5 мм. Лепестки обратнояйцевидной или узко-яйцевидной формы, длиной 8—9 мм и шириной 4—5 мм, заострённые на верхушке, бледно-пурпурного или фиолетового-лилового цвета, душистые. Пыльники не достигают зева венчика, жёлтые.
Плод — коробочка длиной 1,5—2 см и шириной 0,4—0,5 см, толщиной 0,25 см, гладкая, голая, блестящая. Цветение длится с конца апреля по май. Плодоносит в августе-сентябре.

## Экология и применение
Произрастает на высоте 2000—4000 метров над уровнем моря, в связи с чем устойчива к суровым погодным условиям. Светолюбивое растение, плохо переносит сильный ветер. не способна к выживанию в местах, затопляемых весной или осенью. Почва для посадки сирени широколистной должна быть умеренно влажной, плодородной, дренированной, с большим количеством гумуса.
В дикой природе размножается семенами. Посадку следует осуществлять осенью или весной, при температуре воздуха 2—5 °C. Молодые растения требуют укрытия на зиму торфом или слоем из сухих листьев толщиной до 10 см. Способна выдержать температуру до -30°С.
В культуре используется с 1856 года.

## Распространение
Сирень широколистная распространена в Китае — провинции Ганьсу, Хубэй, Хэнань, Гирин, Ляонин, Цинхай, Шаньси, Шаньдун, Шаньси, Сычуань и в Корее.

## Классификация

### Таксономия
Вид Сирень широколистная (Syringa oblata) входит в род Сирень (Syringa) семейство Маслиновые (Oleaceae).
|  |                  |  |                     |                          |                        |  | ещё 45 порядков покрытосеменных (согласно Системе APG II) | ещё 45 порядков покрытосеменных (согласно Системе APG II) |                                            |  |  |  | ещё 24 рода        | ещё 24 рода              |  |  |
|  |                  |  |                     |                          |                        |  | ещё 45 порядков покрытосеменных (согласно Системе APG II) | ещё 45 порядков покрытосеменных (согласно Системе APG II) |                                            |  |  |  | ещё 24 рода        | ещё 24 рода              |  |  |
|  |                  |  |                     | отдел Цветковые растения |                        |  |                                                           |                                                           | семейство Маслиновые                       |  |  |  |                    | вид Сирень широколистная |  |  |
|  |                  |  |                     | отдел Цветковые растения |                        |  |                                                           |                                                           | семейство Маслиновые                       |  |  |  |                    | вид Сирень широколистная |  |  |
|  | царство Растения |  |                     |                          | порядок Ясноткоцветные |  |                                                           |                                                           | род Сирень                                 |  |  |  |                    |                          |  |  |
|  | царство Растения |  |                     |                          |                        |  |                                                           |                                                           |                                            |  |  |  |                    |                          |  |  |
|  |                  |  | ещё около 21 отдела | ещё около 21 отдела      |                        |  |                                                           | ещё 21 семейство (согласно Системе APG II)                | ещё 21 семейство (согласно Системе APG II) |  |  |  | ещё около 10 видов |                          |  |  |
|  |                  |  |                     | ещё около 21 отдела      |                        |  |                                                           |                                                           | ещё 21 семейство (согласно Системе APG II) |  |  |  |                    |                          |  |  |

### Разновидности
- Syringa oblata var. affinis (L. Henry) Lingelsh.. Листья мелкие, тонко опушенные, у основания усечённые, края реснитчатые. Цветки белые.
- Syringa oblata var. alba Rehder
- Syringa oblata subsp. dilatata (Nakai) P. S. Green & M. C. Chang. Отличается удлинённая овальными, остроконечными, серыми листьями. Трубка венчика тонкая, удлинённая. Соцветия рыхлые, олиствлённые.
- Syringa oblata var. giraldii (Lemoine) Rehder. Листья округло-сердцевидной формы, заострённые, у основания широко клиновидные, с нижней части опушенные, с реснитчатыми краями, у взрослых растений голые. Соцветия рыхлые, широкие.
- Syringa oblata subsp. oblata